# Ada Negri
Ada Negri (Lodi, 1870. február 3. – Milánó, 1945. január 11.) olasz költő, író. A 20. századi olasz irodalom egyik kiemelkedő alakja.

## Élete és munkássága
1870. február 3-án született Lodiban. Családja igen szerény körülmények között élt, édesapja (Giuseppe) kocsisként, anyja (Vittoria Cornalba) szövőnőként dolgozott. Gyermekkora nagy részét a Barni nemesi család birtokán töltötte, ahol nagyanyja, Peppina Panni portásként, majd házvezetőnőként dolgozott. A kis Ada sok időt töltött egyedül a portásfülkében, ahol az érkező és távozó embereket szemlélte. Erről említést tesz a Hajnali Csillag (Stella mattutina) című életrajzi regényében (1921).
Csupán egyéves volt, amikor édesapját elvesztette. Férjének halála súlyos terheket rótt Vittoriára, mégis, mindent megtett, hogy a lányát taníthassa: Ada a lodi-i leánytanodába járt, ahol tanítói képesítést szerzett. Első munkahelye a Codogno-beli leánykollégium volt, 1887-ben kezdett el itt tanítani. Egy évvel később a Motta Visconti általános iskolában kezdett el tanítani, ahol élete legboldogabb időszakát élte, hiszen a tanítás mellett ekkoriban kezdett el komolyabban foglalkozni a költészettel: az egyik helyi újság megjelentette néhány versét. 
 Az ebben az időszakban születettet verseit a Fatalità című verseskötetben publikálta 1892-ben, ami országos hírnevet és elismerést hozott a költőnőnek. Elismertségének köszönhetően tanári állást kapott a milánói "Gaetana Agnesi Középiskolában", így édesanyjával elhagyta Lodit, és Milánóba költözött. Itt ismerkedett meg az Olasz Szocialista Párt tagjaival, akik szociális érzékenységükkel hívták fel magukra a költőnő figyelmét. Barátságot kötött többek között Ettore Patrizi újságíróval, akivel sokat levelezett a későbbiekben, a pártban ismerte meg Filippo Turatit, Benito Mussolinit és Anna Kuliscioffot. 1894-ben elnyerte a költészetért járó Milli-díjat. Ugyanebben az évben jelent meg második verseskötete Tempeste címmel, mely kevésbé volt sikeres az előzőnél, és meglehetősen éles bírálatot kapott Luigi Pirandellótól.
1896-ban házasodott össze Giovanni Garlandával, kitől két lánya született: Bianca és a csupán egy hónapot élt Vittoria. Ada házassága hamar zátonyra futott. Magánéleti problémái nagy hatást gyakoroltak költészetére, mely introvertáltabb és sokkal inkább önéletrajzi ihletésűvé vált. Mindezt jól példázza az 1904-ben megjelent Maternità (Anyaság) és az 1910-es Dal Profondo. Garlandától hivatalosan 1913-ban vált el. Ezután Zürichbe költözött, és az első világháború végéig ott élt. Itt írta meg Esilio című, 1914-ben kiadott művét, és a Le solitarie című novelláskötetét (1917). 1918-ban jelent meg az Orazioni című kötet, mely hazafias ódákat tartalmazott: ezek a művek jól példázták, hogy az írónő a háború évei alatt egyre közelebb került Mussolini nézeteihez.
Művészetében egyre inkább saját érzelmeit, majd később emlékeit rögzítette. 1919-ben, ugyanabban az évben, amikor édesanyját, Vittoriát elvesztette, egy új szerelem hatására megszületett az Il libro di Mara című verseskötete, melyben a szerelmen kívül a kor katolikus és konzervatív társadalmáról is szó esik. Két évvel később jelenik meg önéletrajzi regénye, a Hajnali csillag (Stella mattutina).
1931-ben Mussolini-díjat kapott munkásságért. A Duce rendszerével való szimpatizálását sosem tagadta, a La Madonna del Fascio című versében erre való utalás is található.
Életének utolsó szakaszát pesszimizmus és egyre erősebb vallási elhivatottság jellemzi. 1945-ben bekövetkezett halála után Milánóban temették el. 1976. április 3-án újratemették Lodiban, sírja a Szent Ferenc Templomban található.

## Emlékezete
Szülővárosában, az olaszországi Lodiban évente odaítélik a róla elnevezett nemzetközi kitüntetést, az Ada Negri írói díjat. Eddig két magyar költő nyerte el az elismerést: Gömöri György 1995-ben és Baranyi Ferenc 2002-ben.

## Ihletői

### Irodalmi
- Dante Alighieri
- Giacomo Leopardi
- Homérosz
- Ugo Foscolo

### Személyes
- Gabriele D’Annunzio
- Arnaldo Fusinato
- Henrik Ibsen
- Anna Kuliscioff
- Mario Rapisardi
- Iginio Ugo Tarchetti
- Arrigo Boito
- A Verismo és a naturalizmus képviselőinek írásai
- Walt Whitman

## Műveinek első olasz kiadásai

### Versek
- Fatalità, Milano, F.lli Treves, 1892
- Tempeste Milano, F.lli Treves, 1896
- Maternità, Milano, F.lli Treves, 1904 (magyarul: Anyaság)
- Dal Profondo, Milano, F.lli Treves, 1910
- Esilio, Milano, F.lli Treves, 1914
- Orazioni, Milano, F.lli Treves, 1918
- Il libro di Mara, Milano, F.lli Treves, 1919
- I canti dell'isola, Milano, Mondadori, 1924
- Vespertina, Milano, Mondadori, 1930
- Il dono, Milano-Verona, A. Mondadori, 1936
- Fons amoris, 1939–1943, Milano, A. Mondadori, 1946, posztumusz kiadás
- Le cartoline della nonna, Firenze, Giunti-Nardini, 1973, posztumusz kiadás
- Pasqua di risurrezione, Milano, Mondadori,

### Elbeszélések, regények
- Le solitarie, novellák, Milano, Castoldi, 1917
- Stella mattutina, Roma-Milano, A. Mondadori, 1921 (magyarul: Hajnali csillag)
- Finestre alte, novelle, Milano, A. Mondadori, 1926 (magyarul: Magas ablakok)
- Le strade, Milano, A. Mondadori, 1926
- Sorelle, Milano, A. Mondadori, 1929
- Di giorno in giorno, prose, Milano, A. Mondadori, 1932
- Erba sul sagrato, 1931-9, 1939–17, Milano, A. Mondadori, 1939
- Oltre, prose e novelle, Milano, A. Mondadori, 1946, posztumusz kiadás